# Exeristes kamrupa
Exeristes kamrupa là một loài tò vò trong họ Ichneumonidae.